# 皇帝行省

公元117年罗马帝国行政区划，皇帝行省以绿色标记。其中埃及行省更类似于皇帝私人领土，受到皇帝严密掌控

罗马帝国的历史上，行省的划分一直在变化，在奥古斯都统治期间，他在凯撒的基础上，行省被划分为皇帝行省和元老院行省，其中皇帝行省又称元首行省，由罗马皇帝指派总督进行统治。其通常为边疆地区具有战略意义的省份，驻扎有军队且由皇帝直接统辖。此外，埃及行省更类似于皇帝的私人领土，由皇帝严密掌控。
公元117年，罗马帝国有如下元首行省：
- 埃及
- 科蒂埃阿尔卑斯
- 滨海阿尔卑斯
- 布匿阿尔卑斯
- 亚美尼亚
- 亚述
- 不列颠尼亚
- 奇里乞亚
- 达契亚
- 达尔马提亚
- 加拉太
- 阿基坦高卢
- 比利時高盧
- 卢格敦高卢
- 下日耳曼尼亞
- 上日耳曼尼亞
- 塔拉科西班牙
- 犹太
- 琉息太尼亞
- 默西亚
- 诺里库姆
- 潘诺尼亚
- 拉埃提亚
- 叙利亚
- 色雷斯